# 枝村要作
枝村 要作（えだむら ようさく、1922年1月2日 - 2004年8月11日）は、日本の政治家、衆議院議員（5期、日本社会党）。

## 経歴
山口県出身。小野田工業学校卒。国鉄に入り、国労の結成に参加、広島地方本部副委員長になる。その後、公労法違反により国鉄を解雇される。山口県に戻り、山口県労働組合評議会委員長、山口県地方労働委員会委員などを務める。1967年の第31回衆議院議員総選挙で山口1区から日本社会党公認で立候補して当選する。以来当選5回。1983年の第37回衆議院議員総選挙には出馬せず引退した。1992年春の叙勲で勲二等瑞宝章受章。2004年死去。